# مو خرگوش
مو خرگوش یک ستاره است که در صورت فلکی خرگوش قرار دارد.